# Luiseninsel
Die Luiseninsel ist eine schmuckgärtnerische Anlage und künstlich aufgeschüttete, reizvolle Insel in einem Wasserzug des Großen Tiergartens in Berlin, der rund 430 Meter flussaufwärts (westlich) auch die Rousseau-Insel umschließt. In der Mitte des Areals befindet sich ein 1880 eingeweihtes Denkmal von Königin Luise.

## Geschichte

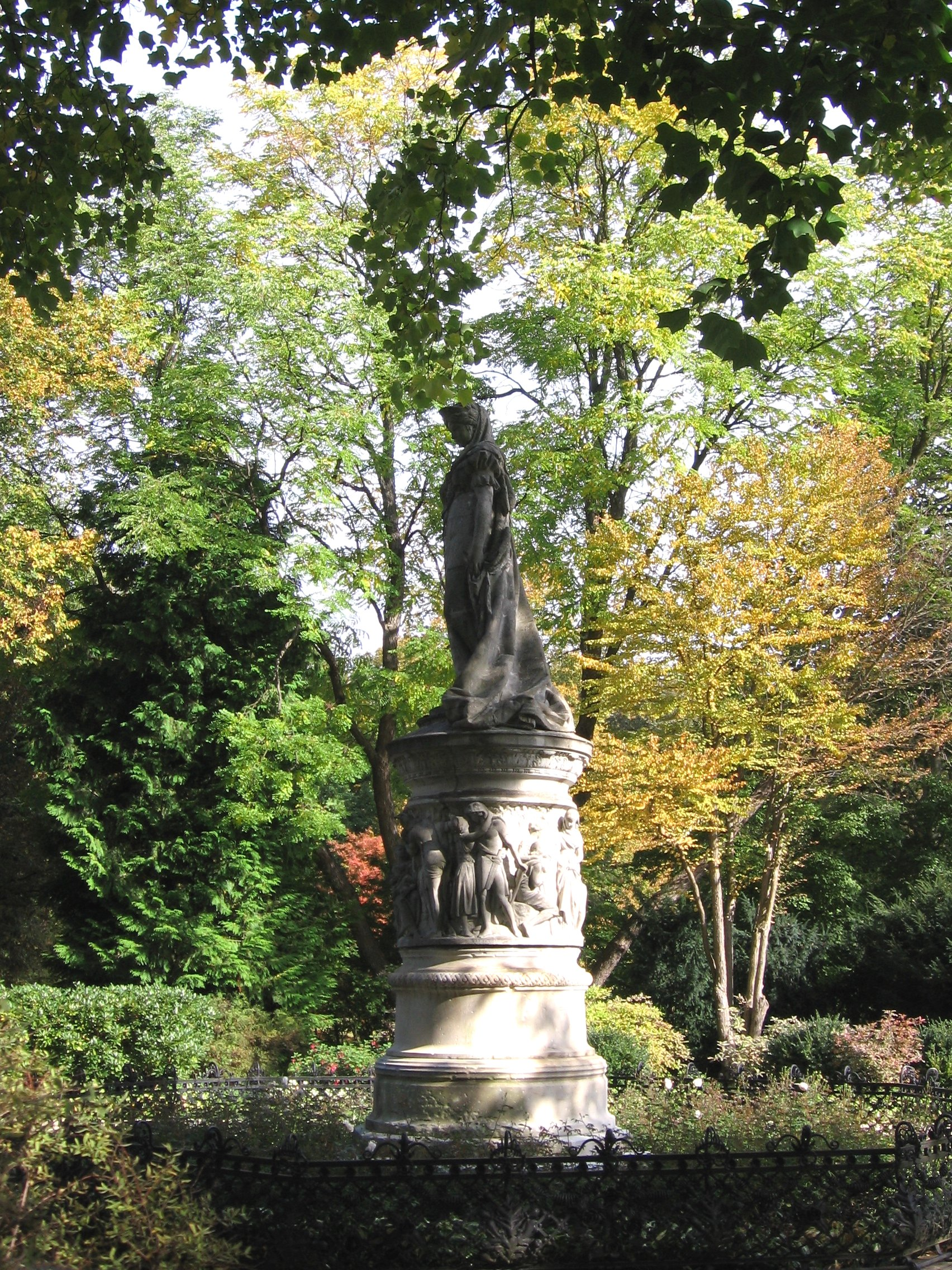
Kopie des Marmordenkmals für Königin Luise

Im Jahr 1808 beschlossen Bürger Berlins, Königin Luise im südöstlichen Bereich des Tiergartens, in dem sie gern spazieren ging, ein Denkmal zu setzen. Nachdem Friedrich Wilhelm III. und Luise aus dem Exil in Ostpreußen nach Berlin zurückgekehrt waren, wurde am 24. Dezember 1809 eine einem Altar ähnelnde Stele mit aufsitzender Marmorschale, geschaffen von Gottfried Schadow, auf einer kleinen Insel eingeweiht. Der preußische Hofgärtner Justus Ehrenreich Sello gestaltete die Umgebung gärtnerisch. Seit dieser Zeit trägt die Insel den Namen Luiseninsel.
Am 10. März 1880 wurde ein Marmorstandbild der Königin, geschaffen durch Bildhauer Erdmann Encke, in Blickrichtung zum Denkmal König Friedrich Wilhelms III., der Öffentlichkeit präsentiert. Die Denkmale, von Eisengittern umgeben, standen auf verschiedenen, gärtnerisch gestalteten Plätzen. Südlich, auf der eigentlichen Luiseninsel, wurde am 3. Mai 1904 ein Marmordenkmal Prinz Wilhelms von Adolf Brütt aufgestellt, da die Stele mit Marmorschale, zu Ehren der Königin Luise, verloren ging.
Die Rekonstruktion der Anlage mit den Denkmälern wurde nach einem überlieferten Plan von Eduard Neide aus dem Jahr 1880, historischen Fotografien und gartenarchäologischen Grabungen vorgenommen. Ihr heutiges Aussehen erhielt das Gesamtensemble 1987, als die Anlage anlässlich der 750-Jahr-Feier Berlins restauriert wurde.
Das Original der wettergeschädigten Königin-Statue wurde zunächst durch eine Betonkopie ersetzt und ins Lapidarium am Landwehrkanal gebracht. Die Anfertigung einer Marmorkopie anlässlich des „Luisenjahres“ 2010 scheiterte an den zu hohen Kosten. Dafür wurde beschlossen, das Originalstandbild zu restaurieren. Es fand im Jahr 2013 wieder seine Aufstellung auf der Luiseninsel.